# Salao-Gbaguete
Salao-Gbaguete est un village de la commune de Meiganga situé dans la région de l'Adamaoua et le département du Mbéré au Cameroun.

## Population
En 1967, Salao-Gbaguete comptait 102 habitants, principalement Gbayas. Lors du recensement de 2005, 375 personnes y ont été dénombrées.